# -do
In het Japans is het suffix -do: pad of weg. In het westen zijn we vooral vertrouwd met deze uitgang in relatie tot de Japanse vechtkunsten.
Het suffix -doka verwijst naar een beoefenaar van de betreffende vechtkunst, zoals in: judo – judoka.

## Voorbeelden
- aikido, pad van de harmonie: aikido omvat alleen verdedigingstechnieken
- budo, verwant aan bujutsu
- iaido
- jodo, pad van de stok: een vechtkunst met stokken
- judo, zachte weg: een krijgskunst zonder wapens
- kendo, pad van het zwaard: een vechtkunst met zwaarden
- kyudo, pad van de boog: Japans boogschieten